# Кінгстон (Ямайка)

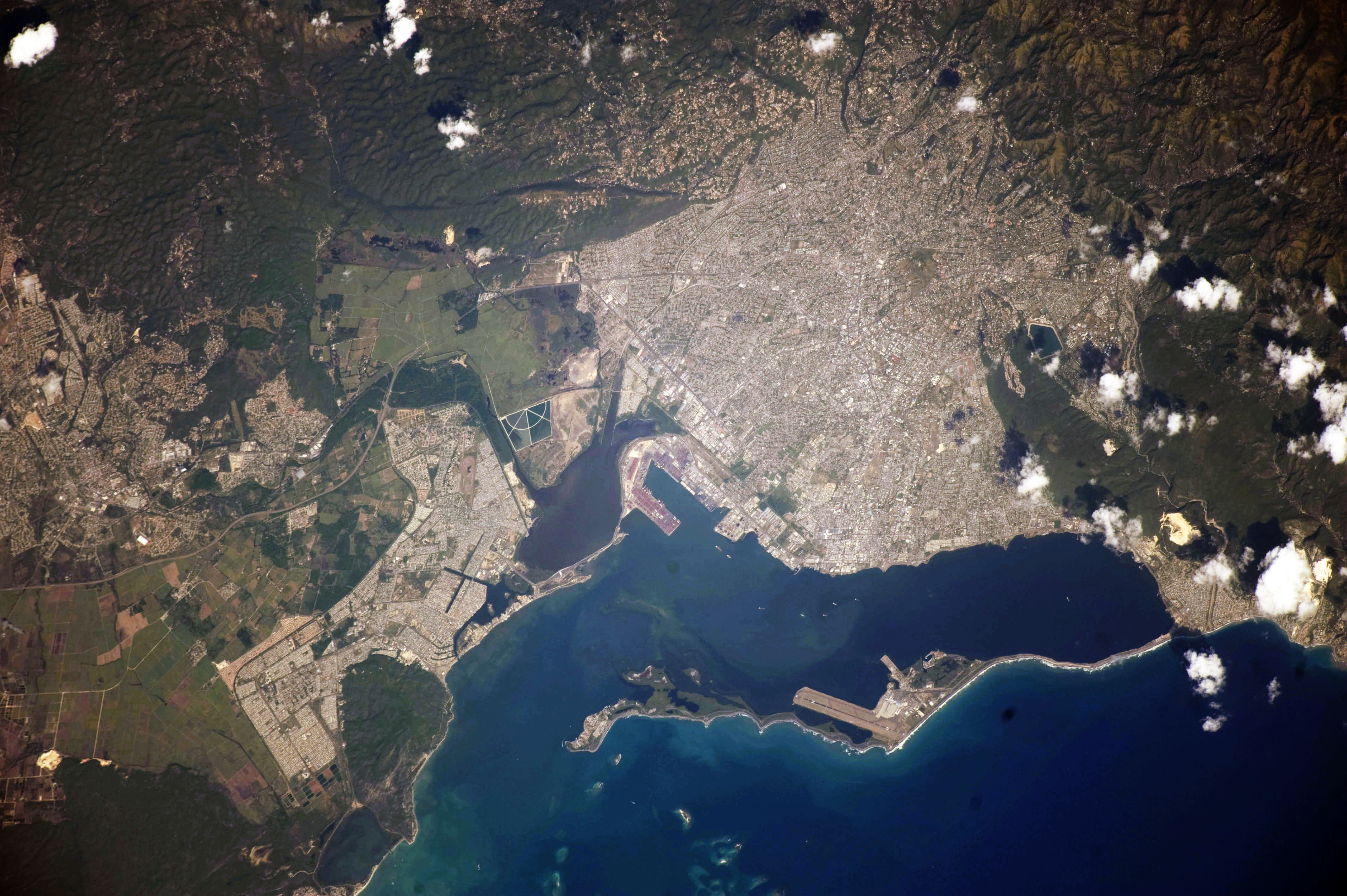
Кінгстон з Міжнародної космічної станції

Кі́нгстон (англ. Kingston, ям. креол Kinston) — адміністративний центр і головний порт Ямайки, розташоване над Карибським морем; міська агломерація 660 тисяч мешканців. Знаходиться в природній гавані, захищений довгою і вузькою косою Палісадос, яка з'єднує Порт-Рояль і міжнародний аеропорт Нормана Менлі з рештою острова. Найбільше англомовне місто у всьому карибському регіоні. Кінгстон — центр швейної і харчової промисловості Ямайки. Бідні квартали Кінгстона — батьківщина музики в стилі реґі, який розвивався на основі музики ска — суміші африканських, європейських і латиноамериканських мотивів.
Місто складається з двох частин — історичного центру і Нового Кінгстона, у якому знаходяться більшість визначних місць.
У місті розшашовується штаб-квартира ІБА — міжнародної організації країн, що добувають боксити.

## Історія
Засноване у 1693 році Великою Британією, після землетрусу 1692 року, який зруйнував переважну частину попередньої столиці Порт-Рояль (з французької королівський порт), з 1872 року у місті розташувалась адміністрація Ямайки; отримало статус столиці, коли острів отримав незалежність у 1962. Кілька разів місто сильно потерпало від пожеж, а 14 січня 1907 року воно було майже повністю зруйновано землетрусом (в тому числі більшість будівель староанглійської архітектури) і загинуло близько 1000 жителів.

## Клімат
Кінгстон має тропічний клімат. Вираженого вологого і сухого сезону немає, хоча максимум опадів припадає на вересень-листопад, нерідко за рахунок тропічних циклонів, а мінімум припадає на січень-квітень. Клімат дуже жаркий: середня температура цілий рік дуже висока, і становить у середньому 28° С. При цьому клімат дуже рівний: температура ніколи не піднімалася вище 43,2 °C і не опускалася нижче 13,4° С.
| Клімат Кінгстона                                              | Клімат Кінгстона | Клімат Кінгстона | Клімат Кінгстона | Клімат Кінгстона | Клімат Кінгстона | Клімат Кінгстона | Клімат Кінгстона | Клімат Кінгстона | Клімат Кінгстона | Клімат Кінгстона | Клімат Кінгстона | Клімат Кінгстона | Клімат Кінгстона |
| Показник                                                      | Січ.             | Лют.             | Бер.             | Квіт.            | Трав.            | Черв.            | Лип.             | Серп.            | Вер.             | Жовт.            | Лист.            | Груд.            | Рік              |
| Абсолютний максимум, °C                                       | 39,0             | 34,8             | 35,1             | 35,7             | 40,0             | 38,8             | 43,2             | 37,0             | 39,7             | 37,0             | 37,1             | 35,0             | 43,2             |
| Середній максимум, °C                                         | 30,3             | 30,2             | 30,7             | 31,1             | 31,6             | 32,1             | 32,8             | 32,7             | 32,1             | 31,7             | 31,2             | 30,6             | 31,4             |
| Середній мінімум, °C                                          | 21,1             | 21,0             | 21,6             | 22,6             | 23,6             | 24,2             | 24,3             | 24,2             | 24,0             | 23,4             | 22,8             | 21,8             | 22,9             |
| Абсолютний мінімум, °C                                        | 14,6             | 13,4             | 15,0             | 18,0             | 17,4             | 20,0             | 19,0             | 17,8             | 20,0             | 19,0             | 14,6             | 14,6             | 13,4             |
| Норма опадів, мм                                              | 18               | 19               | 20               | 39               | 100              | 74               | 42               | 98               | 114              | 177              | 65               | 47               | 813              |
| ------------------------------------------------------------- | ---------------- | ---------------- | ---------------- | ---------------- | ---------------- | ---------------- | ---------------- | ---------------- | ---------------- | ---------------- | ---------------- | ---------------- | ---------------- |
| Джерело: Mean Climatological DataExtremes in Kingston Jamaica |                  |                  |                  |                  |                  |                  |                  |                  |                  |                  |                  |                  |                  |

## Туризм
Серед цікавих для туристів місць столиці можна виділити Національну галерею в Рой-Вест-Білдінг з великою колекцією робіт місцевих художників, Інститут Ямайки, Конференц-Центр, Королівський дім (колишня губернаторська резиденція, зараз тут музей) і собор Святої Катерини (XVII ст.), Музей збройних сил, Музей Національної історії, Музей Геології, розташований в історичній частині Порт-Рояля Музей Археології, Музей природознавства, Музей індіанців-араваків, Зоологічний музей, мінеральні джерела Рокфорд, торговий район Девон-Хаус, зелений Бун-Оезис, ботанічний сад Кеслтон, парк Кайманас, Національний Театр танцю, музей традиційного африканського мистецтва і графіки, Музей форту Чарльз-Марітайм і Музей Боба Марлі в колишньому будинку співака. Деяку різноманітність вносять народні вуличні оркестри, що грають традиційне реґі, а також шумні вуличні ринки.
Заснований в 1948 році Університет Вест-Індії знаходиться в передмісті Мона, на відстані 8 км від центру Кінгстона.

### Злочинність
Станом на 2019 рік в місті (як і в країні зокрема) досить високий рівень злочинності. Деякі багаті туристи спеціально наймають озброєну охорону, щоб почувати себе у безпеці. Проте це стосується більше нетрів, де живуть бідні мешканці, райони, де живуть багаті мешканці, мають значно нижчий рівень злочинності.

## Галерея

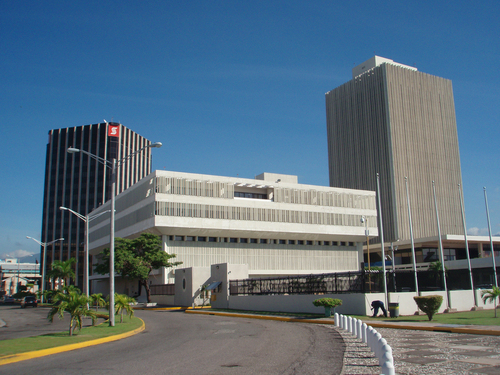
Банк Нової Шотландії і банк Ямайки.
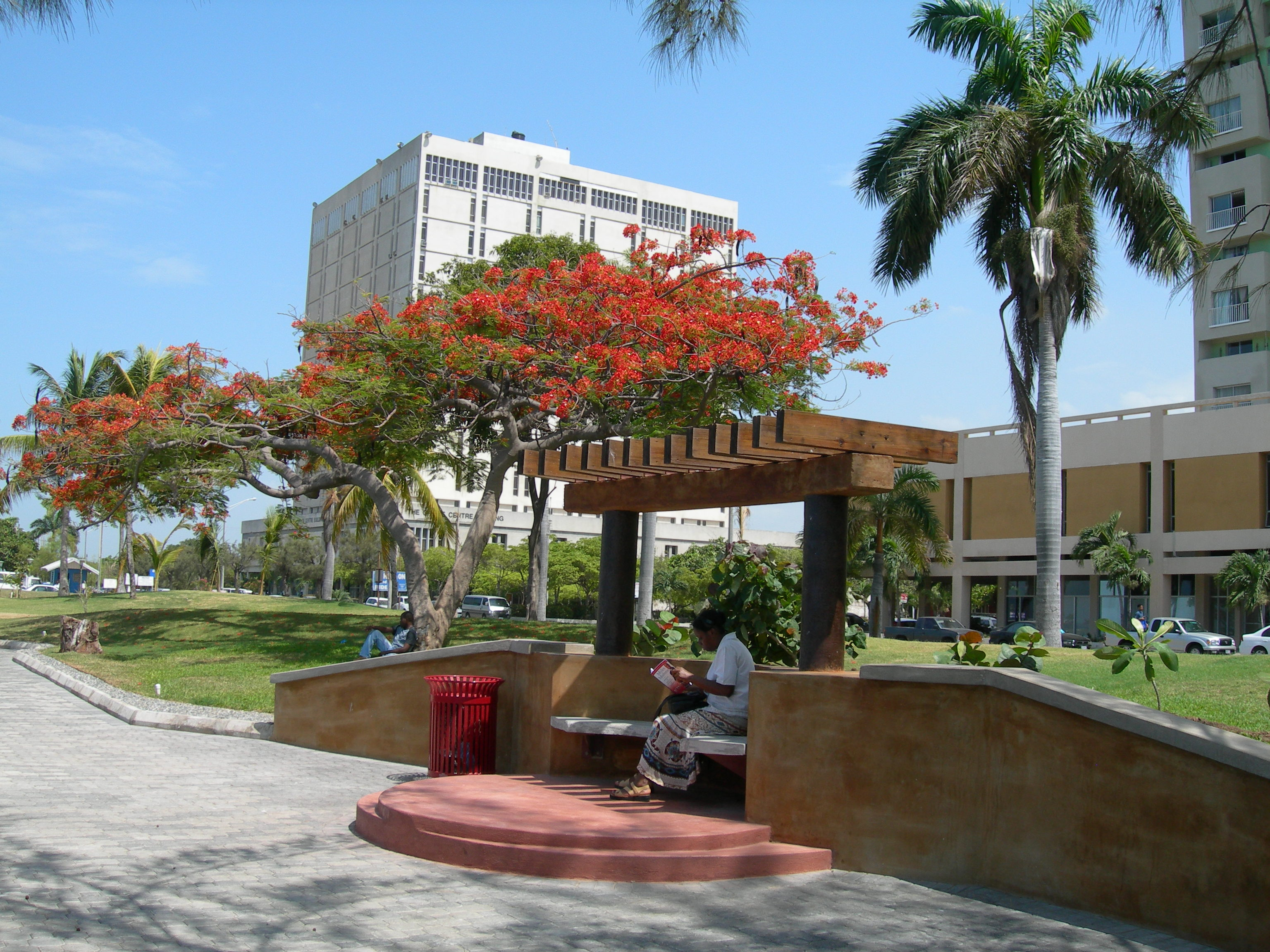
У прибережному районі міста.
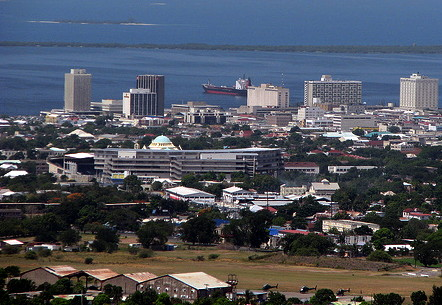
Вид на місто і гавань.
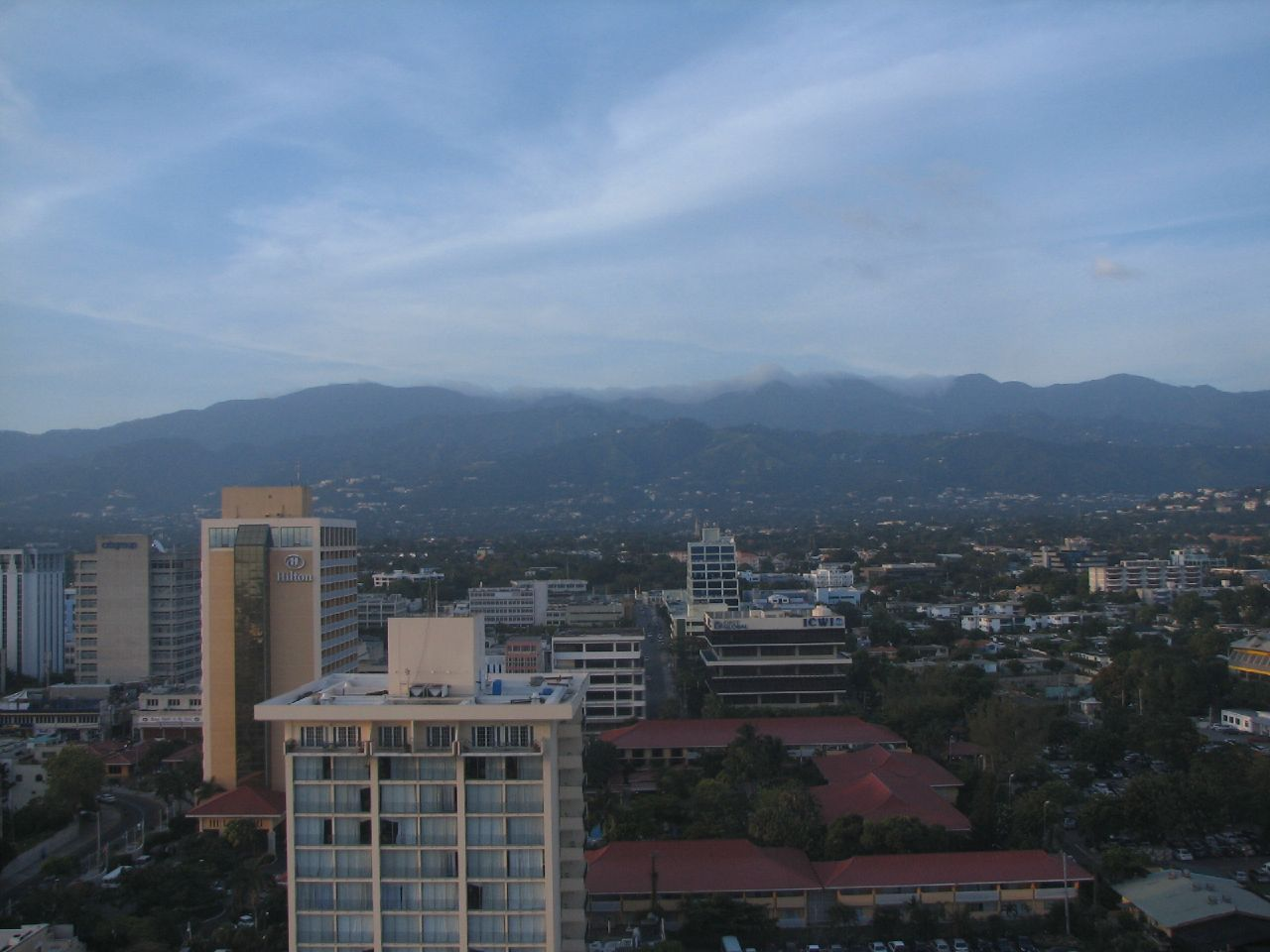
Вид на Кінгстон з готелю «Пегас».
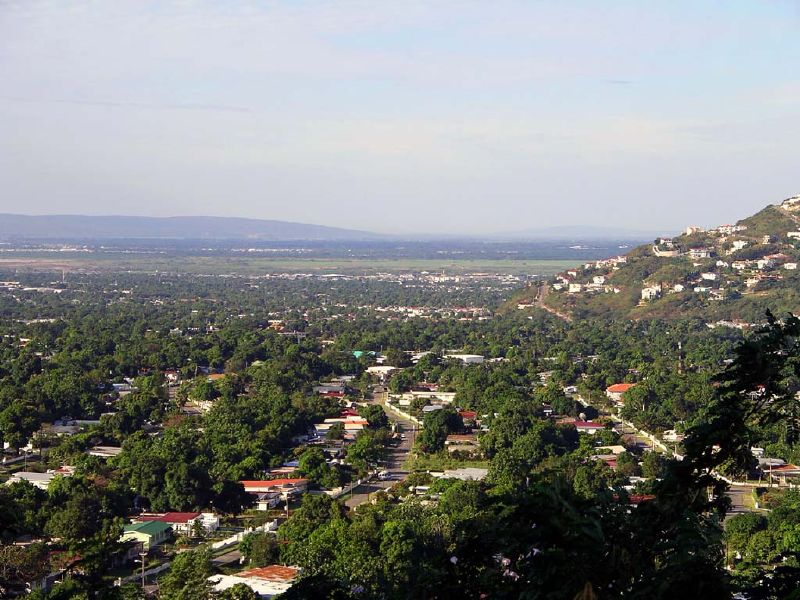
Північне передмістя Кінгстона.
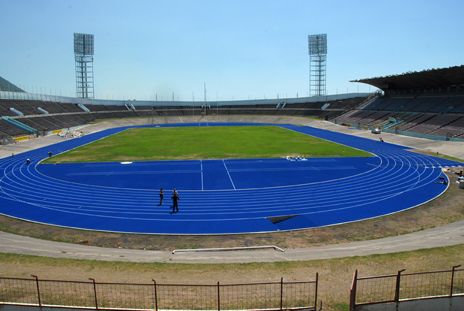
Спортивний комплекс «Індепенденс-Парк».
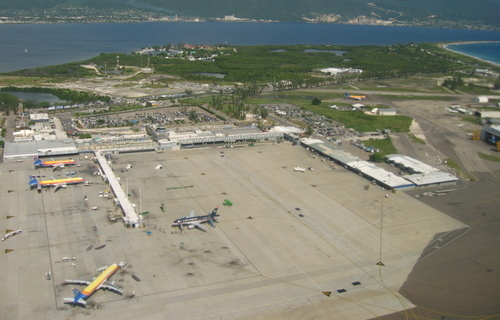
Міжнародний аеропорт Нормана Менлі.
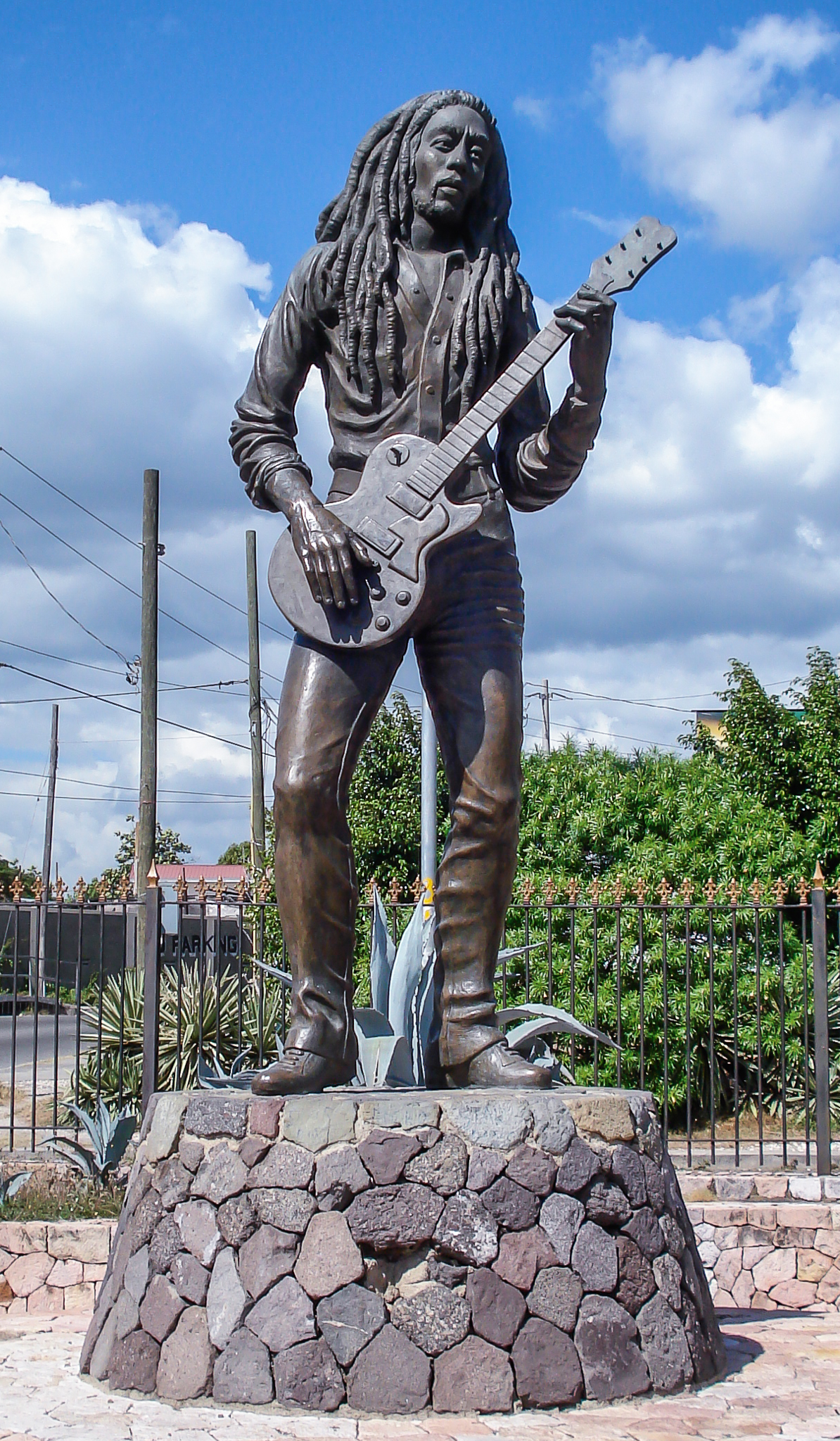
Статуя Боба Марлі.
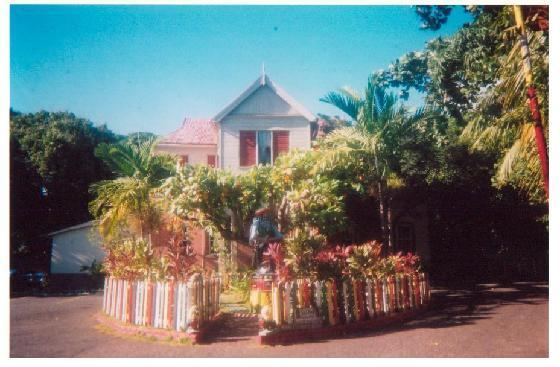
Музей Боба Марлі

## Міста-побратими
- Маямі, Флорида, США;
- Каламазу, Мічиган, США;
- Топіка, Канзас, США;
- Ковентрі, Англія, Велика Британія;
- Гвадалахара, Мексика;
- Шеньчжень, Китай;
- Паневежис, Литва.